# Valk
En valk er en klump af et blødt materiale som kvinder kan bruge til at få deres frisure til at se større ud. En valk kan laves af mange forskellige ting, blandt andet gammelt hår, uld, nylonstrømper, hattenet eller lignende.
| frisurer og hår | Spire Denne artikel om frisurer, hår og kropsudsmykning er en spire som bør udbygges. Du er velkommen til at hjælpe Wikipedia ved at udvide den. |